# ألكسندر دوردفيتش
ألكسندر دوردفيتش (بالصربية: Александар Ђорђевић) مواليد 26 أغسطس 1967 في بلغراد، جمهورية صربيا الاشتراكية، هو لاعب كرة سلة صربي سابق تحول إلى التدريب بعد الاعتزال بدأ مسيرته الاحترافية في سنة 1983 يدرب فريق بايرن ميونخ. مثّل منتخب بلاده. شارك في دورة الألعاب الأولمبية الصيفية سنة 1996. حقق المركز الأول في بطولة كأس العالم لكرة السلة 1998. اعتزل اللعب في 2005.

## المسيرة الاحترافية
لعب مع أولمبيا ميلانو من سنة 1992 إلى 1994، ثم لعب مع فورتيتودو بولونيا من سنة 1994 إلى 1996، ثم لعب مع بورتلاند ترايل بلايزرز في سنة 1996، ثم لعب مع برشلونة من سنة 1997 إلى 1999، ثم لعب مع ريال مدريد لكرة السلة من سنة 1999 إلى 2002، ثم لعب مع فيكتوريا يبرتاس بيزارو من سنة 2003 إلى 2005، ثم لعب مع أولمبيا ميلانو في سنة 2005.

## سجل المنافسة
شارك في المنافسات التالية:
- كأس العالم لكرة السلة 2014
- بطولة أمم أوروبا لكرة السلة 1997
- بطولة أمم أوروبا لكرة السلة 1995
- بطولة أمم أوروبا لكرة السلة 1991
- بطولة أمم أوروبا لكرة السلة 1987
- الألعاب الأولمبية الصيفية 2016

## الميداليات
| الميدالية | المسابقة                                                    |
| --------- | ----------------------------------------------------------- |
| فضية      | الألعاب الأولمبية الصيفية 1996                              |
| ذهبية     | بطولة كأس العالم لكرة السلة 1998                            |
| ذهبية     | بطولة أمم أوروبا لكرة السلة 1991                            |
| ذهبية     | بطولة أمم أوروبا لكرة السلة 1995                            |
| ذهبية     | بطولة أمم أوروبا لكرة السلة 1997                            |
| برونزية   | بطولة أمم أوروبا لكرة السلة 1987                            |
| فضية      | كرة السلة في الألعاب الأولمبية الصيفية 2016 – مسابقة الرجال |
| فضية      | بطولة كأس العالم لكرة السلة 2014                            |

## روابط خارجية
- ألكسندر دوردفيتش على موقع الاتحاد الدولي لكرة السلة (الإنجليزية)
- ألكسندر دوردفيتش على موقع الدوري الأوروبي لكرة السلة (الإنجليزية)
- ألكسندر دوردفيتش على موقع إن بي أي (الإنجليزية)
- ألكسندر دوردفيتش على موقع سبورتس رفرنس (الإنجليزية)
- ألكسندر دوردفيتش على موقع الدوري الإسباني لكرة السلة (الإسبانية)
- ألكسندر دوردفيتش على موقع كرة السلة الأوروبية.كوم (الإنجليزية)
- ألكسندر دوردفيتش على موقع ريلجم (الإنجليزية)
- ألكسندر دوردفيتش على موقع بروبوليرز (الإنجليزية)
- ألكسندر دوردفيتش على موقع سبورتس رفرنس (الإنجليزية)
- ألكسندر دوردفيتش على موقع اللجنة الأولمبية الدولية (الإنجليزية)